# Berlijnse Conferentie van Europese Katholieken
Berlijnse Conferentie van Europese Katholieken (Duits: Berliner Konferenz europäischer Katholiken) is een 1964 in Oost-Berlijn opgerichte rooms-katholieke organisatie voor, voornamelijk, Oost-Europese katholieken. De doelstellingen waren gelijk aan die van de Protestantse Christelijke Vredesconferentie, namelijk de ondersteuning van wereldvrede  en gerechtigheid. De Berlijnse Conferentie stond positief tegenover de Oost-Europese regeringen. De Berlijnse Conferentie werd ten tijde van de DDR gefinancierd door het Nationaal Front van de DDR (dat wil zeggen de Oost-Duitse regering).
De voorzitter van de Berlijnse Conferentie was Otto Hartmut Fuchs, een publicist en functionaris van de CDU van de DDR. Fuchs was een inofficieel medewerker van de geheime dienst, de Stasi. Na de dood van Fuchs werd de Nederlandse pater dominicaan Karl Derksen voorzitter. Hubertus Guske, eveneens een Stasi-medewerker, werd secretaris.
De Katholieke Kerk in de DDR beschouwde het leven in de DDR als het leven in een "vreemd huis" en wees een samenwerking met de staat af. Op aanwijzing van hun bisschoppen mochten katholieke geestelijken in de DDR niet deelnemen aan de Berlijnse Conferentie.